# Cornufer admiraltiensis
Espèce
Synonymes
- Platymantis admiraltiensis Richards, Mack & Austin, 2007

Statut de conservation UICN

 LC  : Préoccupation mineure
Cornufer admiraltiensis est une espèce d'amphibiens de la famille des Ceratobatrachidae.

## Répartition
Cette espèce est endémique des îles de l'Amirauté en Papouasie-Nouvelle-Guinée. Elle se rencontre sur les îles Manus et Los Negros, entre 300 et 500 m d'altitude.

## Description
Les mâles mesurent de 32,7 à 38,4 mm et les femelles de 43,2 à 46,4 mm.

## Étymologie
Son nom d'espèce, composé de admiralti et du suffixe latin -ensis, « qui vit dans, qui habite », lui a été donné en référence au lieu de sa découverte, les îles de l'Amirauté (Admiralty en anglais).

## Publication originale
- Richards, Mack & Austin, 2007 : Two new species of Platymantis (Anura: Ceratobatrachidae) from the Admiralty Archipelago, Papua New Guinea. Zootaxa, no 1639, p. 41-55.